# Conus troendlei

Conus troendlei é uma espécie de gastrópode do gênero Conus, pertencente a família Conidae.